# Karl von Bock und Polach
Carl Friedrich Wilhelm von Bock und Polach ou Karl von Bock und Polach (28 de outubro de 1840 - 29 de janeiro de 1902) foi um político alemão.

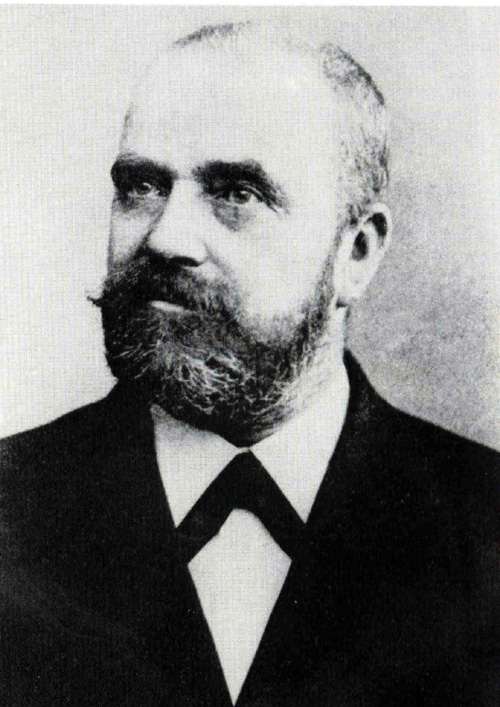
Karl von Bock und Polach

Ele nasceu em Mainz, Alemanha . Ele foi eleito prefeito da cidade de Mülheim an der Ruhr em 1878 a 1895, onde morreu.